# Lituanie ethnographique

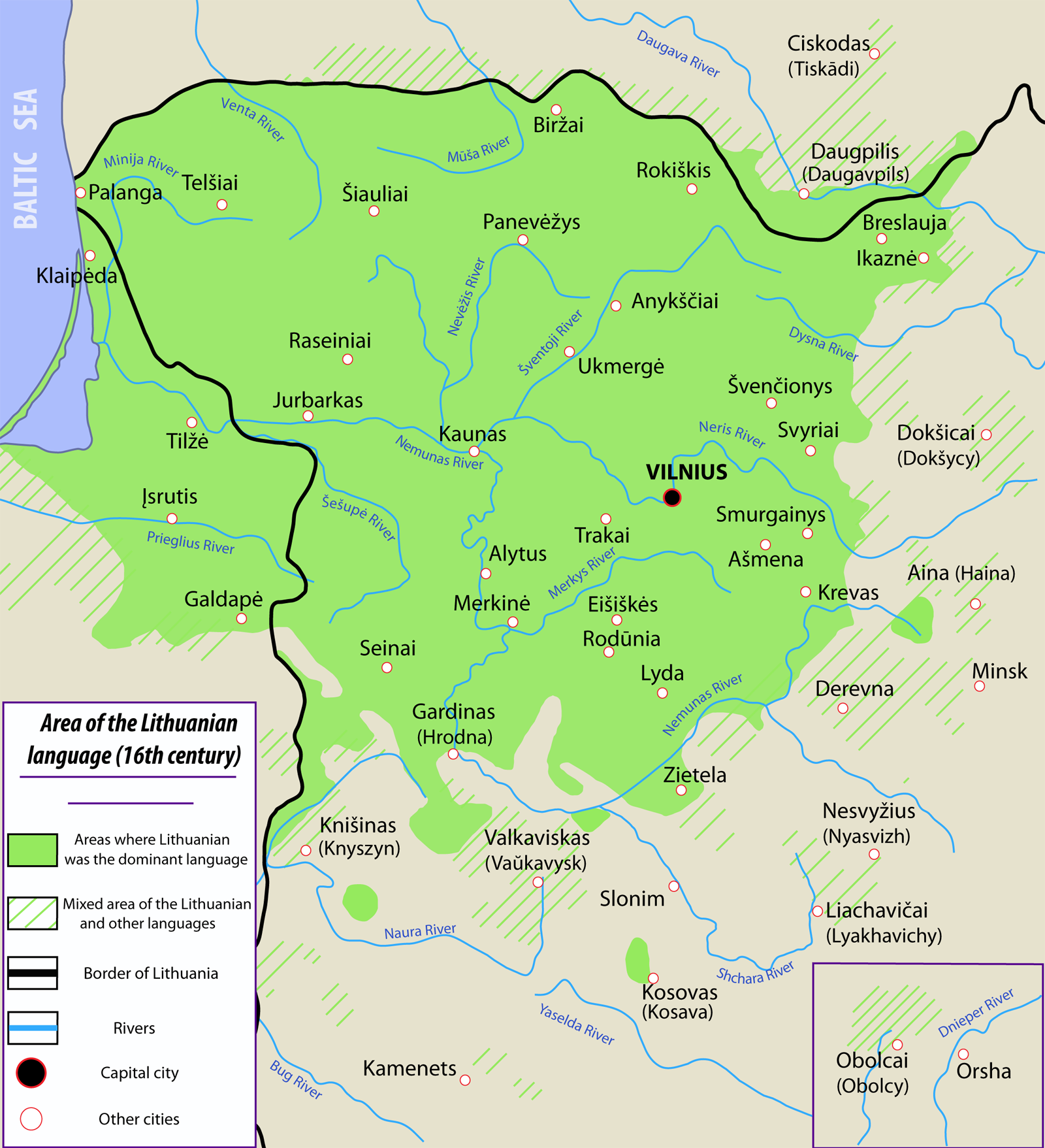
Aire linguistique lituanienne au XVIe siècle.

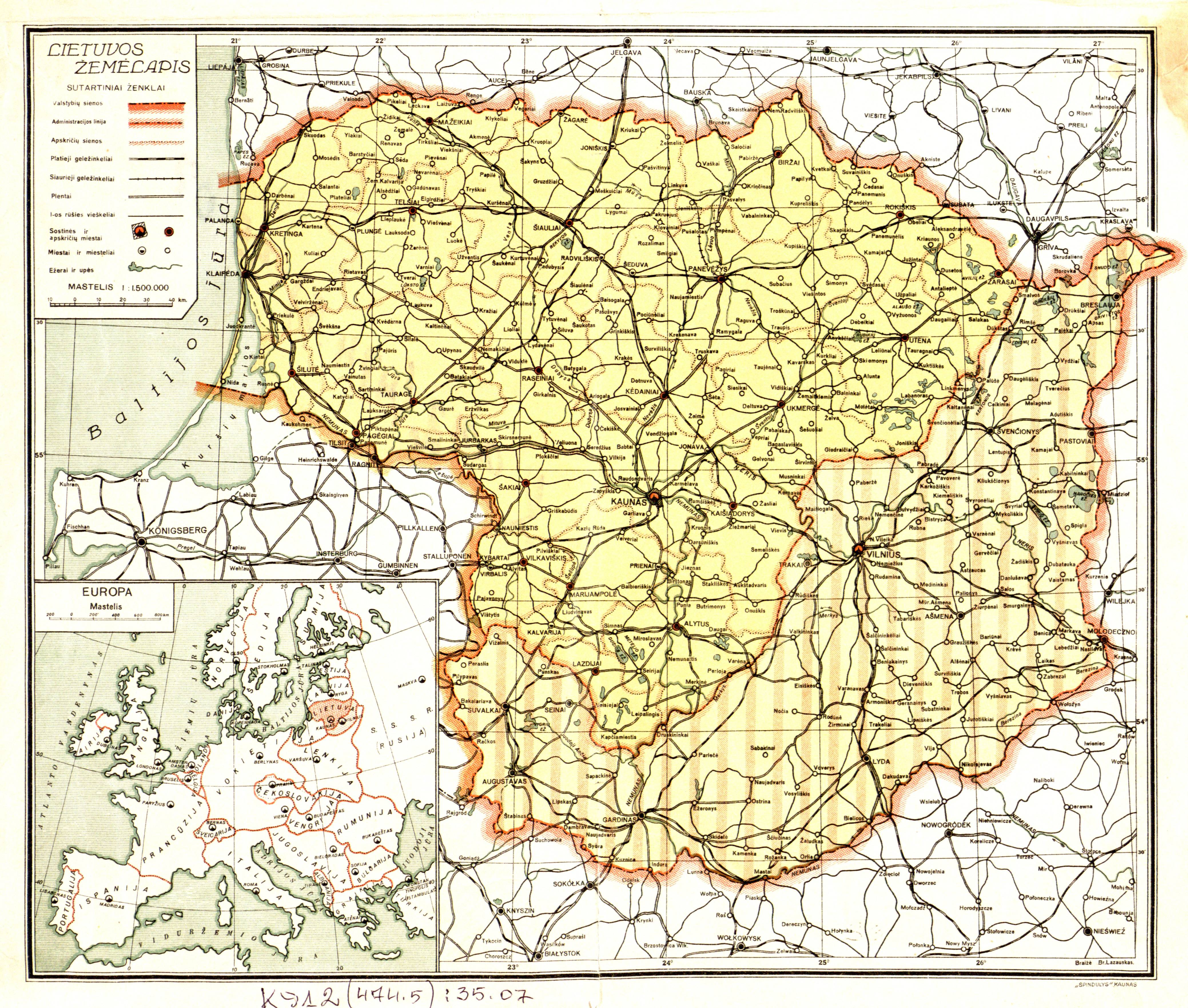
Revendications territoriales de la Lituanie durant l'Entre-deux-guerres, dont l'étendue correspondait à peu près à celle de la Lituanie proprement dite.

Carte de 1920 montrant l'évolution territoriale de la Lituanie, publiée par le Bureau d'information lituanien en France.

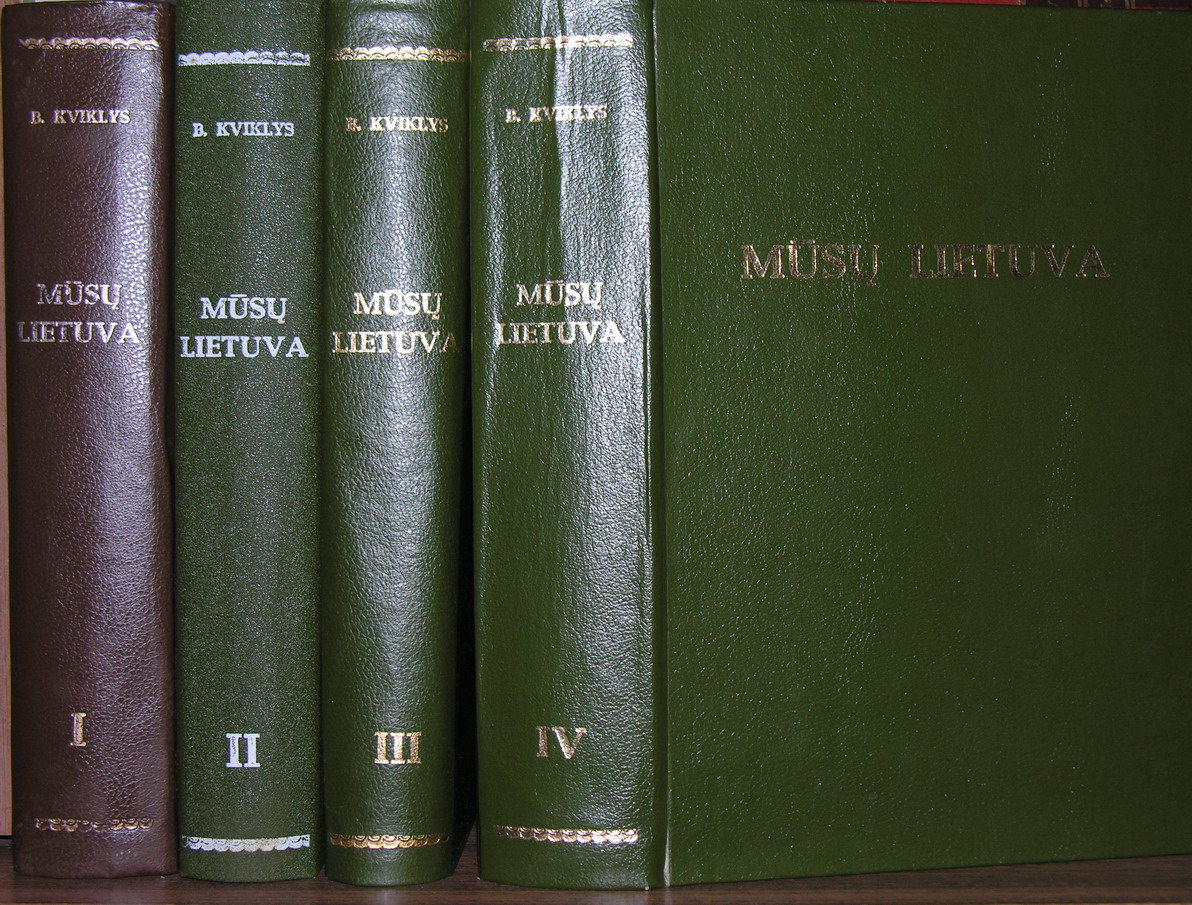
« Notre Lituanie » 1964-1968 (éditions de 1989-1991 illustrées) par Bronius Kviklys. Ces encyclopédies contiennent des informations sur les villes et villages historiquement lituaniens, qu'ils soient situés à l'intérieur et à l'extérieur des frontières modernes de la Lituanie.

La « Lituanie ethnographique » est un concept qui recoupe une partie importante des territoires ayant appartenu au Grand-Duché de Lituanie, considérant comme Lituaniens comme tous ceux qui y vivent, que ces personnes parlent lituanien ou non actuellement et qu'ils se considèrent lituaniens ou non. Ce concept s'oppose à la fois à celui de « Lituanie historique », soit les territoires du Grand-Duché, et de « Lituanie linguistique », qui est le territoire où la langue lituanienne était majoritairement parlée,.

## Historique et description
Selon l'interprétation de l'historien polonais Piotr Lossowski, le concept de Lituanie ethnographique était en conflit avec le droit à l'autodétermination des peuples vivant sur ce vaste territoire, en particulier des Polonais et des Biélorusses, qui, selon les partisans de la Lituanie ethnographique, étaient des « Lituaniens slavisés » qui avaient donc vocation à être re-lituanisés. Le concept de Lituanie ethnographique sous-entend en creux qu’un individu ne peut pas choisir son appartenance ethnique ni sa nationalité, lesquels ne sont pas déterminées par la langue mais par l’ascendance.

En 1920, l'homme politique lituanien Mykolas Biržiška écrivait à propos de la nationalité :
« On ne peut pas la définir selon l'opinion de chacun. Appartenir ou non à une nationalité donnée n'est pas une chose que chacun peut décider pour lui-même, ce n'est pas une chose qui peut être résolue selon le libéralisme politique, même caché sous le manteau de slogans démocratiques. Elle est trop complexe, trop liée à l'histoire ancienne, trop liée à l'histoire d'une nation donnée, pour que la volonté ou la passivité d'un individu puisse la remettre en question. [...] La Lituanie ethnographique ne s'arrête pas là où les habitants ne parlent plus le lituanien, elle s'étend plus loin, dans les régions qui ne parlent pas — mais qui parlaient — le lituanien, car elle est composée d'une seule nation lituanienne, qu'elle parle le lituanien, qu'elle ait oublié la langue ou même qu'elle la méprise ».
L'étendue géographique de la Lituanie ethnographique a été consignée pour la première fois en 1905, l'année du Grand Seimas de Vilnius (en), lorsque le premier ministre russe Sergueï Witte reçoit le mémorandum suivant :
« Les Lituaniens, sachant que le territoire qu'ils habitent depuis les temps historiques se compose des provinces lituaniennes du Kraï du Nord-Ouest (en) — le gouvernorat de Vilna, le gouvernorat de Kovno et le gouvernorat de Grodno, une partie de la Courlande et le gouvernorat de Suwałki (incorporés au Royaume de Pologne) — les considèrent dans une perspective ethnographique comme lituaniens, et leurs habitants qui y vivent aux côtés des Lituaniens, soit comme des nouveaux venus — comme les Polonais, les Juifs et les Russes — soit comme des Lituaniens slavisés, comme les Biélorusses ».
Selon les interprétations d'historiens polonais, les exigences de ce premier programme ne seraient que légèrement modifiées dans les décennies suivantes (certains incluraient également une partie du gouvernorat de Minsk autour de Novogrodek et le territoire de la Petite Lituanie autour de Memel). En substance, les élites lituaniennes exigeaient la création d'un pays lituanien de 323 748 km², s'étendant entre la mer Baltique à l'ouest, la rivière Daugava au nord, le Boug et les marais de Polésie au sud. Ce territoire était habité au début du XXe siècle par 5 850 000 personnes ; parmi elles, selon les statistiques officielles de l'Empire russe, les Lituaniens linguistiques représentaient 1 659 000, soit moins de 30 % du nombre total de résidents. Parmi les régions mentionnées dans la déclaration de 1905, seules la province de Kovno et la partie nord de la province de Suwałki comptaient une nette majorité lituanienne.
Le concept de Lituanie ethnographique était en conflit avec l’État polonais nouvellement rétabli, qui cherchait à créer un État national polonais sur le territoire de l'ancienne République des deux Nations.
À l'heure actuelle, la République de Lituanie ne maintient aucune revendication territoriale.

## Lectures complémentaires
- Timothy Snyder, The Reconstruction of Nations: Poland, Ukraine, Lithuania, Belarus, 1569-1999, Yale University Press, 2003,  (ISBN 0-300-10586-X)
- Egidijus Aleksandravičius, Political goals of Lithuanians, 1863-1918, Journal of Baltic Studies, Volume 23, Issue 3 Autumn 1992, pages 227 - 238
- Egidijus Aleksandravičius, « Political Goals of Lithuanians, 1863-1918 », Journal of Baltic Studies, vol. 23, no 3,‎ 1992 (ISSN 0162-9778, lire en ligne)
- Jakubowski J., STUDYA NAD STOSUNKAMI NARODOWOŚCIOWEMI NA LITWIE PRZED UNIĄ LUBELSKĄ, Warszawa, Prace t-wa naukowego warszawskiego, 1912, str. 1-10,
- Władysław Wielhorski, Litwa etnograficzna, Wilno, 1928
- Krzysztof Buchowski, Dwudziestowieczna Litwa w historiografii Polskiej po 1989 roku
- Vytautas Merkys, Tautiniai santykiai Vilniaus vyskupijoje 1798-1918 m., Vilnius, 2006